# Бурка Микола Лук'янович
Микола Лук'янович Бурка (нар. 30 січня 1917 — 13 вересня 1973) — радянський офіцер, Герой Радянського Союзу (1943), учасник німецько-радянської війни.

## Життєпис
Народився 17 (30) січня 1917 року в селі Кримське, нині Луганської області України у селянській родині. Українець. Закінчив 4 класи. Працював стрілочником на станції «Сентянівка».
У Червоній Армії в 1938-40 роках і З 1941 року. У 1942 році закінчив курси молодших лейтенантів. У діючій армії на фронтах німецько-радянської війни з лютого 1942 року.
Командир кулеметної роти 836-го стрілецького полку (240-ва стрілецька дивізія, 38-ма армія, Воронезький фронт) старший лейтенант Микола Бурка в ніч на 27 вересня 1943 року в числі перших переправився через річку Дніпро. Подолавши опір ворога, кулеметна рота старшого лейтенанта Бурки захопила плацдарм в районі села Лютіж Вишгородського району Київської області України і забезпечила переправу 836-го стрілецького полку. В одному з боїв на Лютізькому плацдармі воїни роти Миколи Бурки відбили чотири ворожі контратаки, знищивши близько роти гітлерівців.
29 жовтня 1943 року старшому лейтенанту Бурці Миколі Лук'яновичу присвоєно звання Героя Радянського Союзу з врученням ордена Леніна і медалі «Золота Зірка» (№ 1840).
У 1946 році М. Л. Бурка закінчив курси «Постріл».
З 1948 року підполковник Бурка Микола Лук'янович у запасі. Жив у місті Васильків Київської області України. У 1948—1956 роках працював у Васильківському військовому авіаційно-технічному училищі на посаді командира курсантської роти, пізніше комендант училища. Помер 13 вересня 1973 року.

## Вшанування пам'яті
У Василькові є вулиця названа в честь Миколи Лук'яновича Бурки.